# Федневська
Фе́дневська (рос. Федневская) — присілок у складі Тарногського району Вологодської області, Росія. Входить до складу Спаського сільського поселення.

## Населення
Населення — 10 осіб (2010; 20 у 2002).
Національний склад (станом на 2002 рік):
- росіяни — 100 %